# Third Wizard/IN FUTURE!!
「third Wizard/IN FUTURE!!」（サード ウィザード／イン フューチャー）は、ゆーたくIIのデビューシングル。2013年4月24日にDIVE II entertainmentから発売された。

## 収録曲
1. third Wizard [4:00]
作詞・作曲：Last Note.、編曲：木之下慶行
文化放送『どうする?どうなる! ?ゆーたくII』主題歌
2. IN FUTURE!! [3:44]
作詞：生田真心、作曲・編曲：ハマサキユウジ
テレビ朝日系『バトルスピリッツ ソードアイズ激闘伝』エンディングテーマ

DVD
1. third Wizard （Music Video）
2. どうする？どうなる！？ゆーたくII 出張版